# Samlagsställning
| Samlagsställning |
| --- |
| Älskare i missionärsställningen, Gustav Klimt, 1914. - Betydelse – kroppsställning under ett samlag - Syfte – underlätta och variera stimulans av erogena zoner och intimitet - Exempel – hundställningen, missionären, ridställningen |

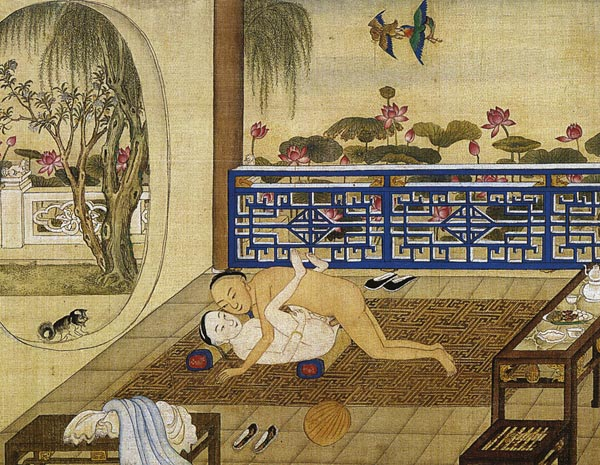
"Wealthy Landowner Making Love to a Boy" målning på silke av F. M. Bertholet Collection från mitten av 1800-talet.

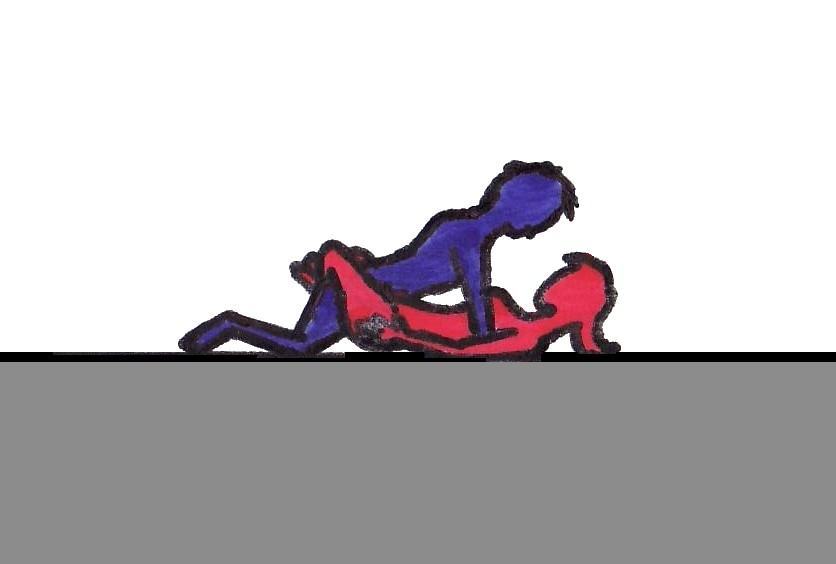
En variant av missionären, kvinna i rött, man i blått.

En samlagsställning är den kroppsställning som de medverkande i ett samlag använder. Den beror bland annat på hur samlaget genomförs och vilka erogena zoner som man vill stimulera, och skiftar ofta under samlagets gång. Valet av samlagsställning styrs i regel av personliga preferenser, men vissa ställningar är vanligare än andra.
Missionärsställningen anses vanligast, eftersom den låter parterna se varandras blickar och ansikten, med möjlighet till kyssande och annan intim kontakt. Den underlättar också penis-i-slida-penetrationen som biologiskt utvecklats för att gynna lyckad parning och befruktning. Penetration bakifrån, ridande, olika sorters oralsex och ömsesidig onani medför andra samlagsställningar, liksom användande av sexleksaker under ett samlag. Ställningarna blir än mer komplicerade i samband med trekanter och annat gruppsex.

## Penetrerande ställningar
Penetrationspositioner är positioner där mottagarens vagina eller analöppning penetreras av givarens exempelvis penis, fingrar eller tunga.

### Givaren ligger överst
Den vanligaste ställningen kallas för missionärsställningen. I denna ställning ligger den som mottager underst på rygg med benen särade, medan givaren ligger överst, så att ansiktena möts. Ställningen passar att inleda ett samlag med, men den gynnar inte kvinnlig orgasm eftersom varken klitoris eller G-zonen stimuleras särskilt mycket. Däremot får parterna god ögon- och kroppskontakt, och mannens ollon stimuleras. Kvinnan/mottagaren kan endast delvis kontrollera penetrationens djup, men något mer om hon ligger på ett bord.
Varianter:
- Den part som penetrerar står framför mottagaren, vars ben dinglar nedför en sängkant eller något liknande (exempelvis ett bord). Mottagaren ska därefter, i ett stadigt grepp, hålla sina ben runt den som ger. Detta kallas ibland för fjärilspositionen. Den kan även utföras knästående.
- Mottagande partner ligger på rygg. Den som utför handlingen står och lyfter upp mottagarens bäcken för tillfredsställelse. En variant är att mottagaren vilar sina ben runt givarens axlar.
- Mottagaren ligger på rygg, med benen uppåt och knäna vid huvudet. Givande parter håller i mottagarens ben och tränger in framifrån.
- Liknande ovanstående ställning, men mottagarens ben måste vara rakt utsträckta och givaren ska svepa sina händer runt sin partner för att kunna skjuta knäna så nära bröstkorgen som möjligt. I Burtons översättning av The Parfumed Garden kallas denna ställning för tilltäppningen (engelska The stopperage).
- Coital alignment technique är en ställning där kvinnan blir penetrerad vaginalt: givaren tränger in i vaginan genom missionärsställningen och rör sig lätt framåt så det mesta av fallosobjektet vidrör klitoris.
- Mottagaren ska försöka ha sina ben runt sitt eget huvud, eller åtminstone ha fötterna vid öronen, samtidigt som denne ligger på rygg. Givaren håller sedan ett stadigt grepp om mottagarens anklar och ligger över mottagaren. En variant är att mottagaren har sina ben korsade på magen, knäna eller axlarna samtidigt som givaren ligger ovanpå. I The Joy of Sex kallas detta ibland för Viennese oyster.
- Känguru-mamman kan vara en lite knepig ställning där givaren ska stå på alla fyra samtidigt som mottagaren klänger sig fast under med benen runt givarens rygg och armarna runt halsen. Då mottagaren nu hänger under givaren så börjar givaren att gunga fram och tillbaka och på så sätt utför en penetration. För att ge en klarare bild så kan man likna den vid bilden där mottagaren sitter på ett bord medan givaren står upp, fast man gör så att givaren går ner på alla fyra (på knä men händerna i golvet), mottagaren håller på samma sätt som på bilden och därmed hänger fritt under samtidigt som givaren gungar fram och tillbaka.

### Bakifrån
Vid penetration bakifrån vänder kvinnan ryggen mot mannen. Hon ligger på magen eller står på alla fyra, vilket gör att den kan likna många djurs sätt att para sig. Penis kan tränga in mycket djupt, och G-zonen kan stimuleras lätt.
- Mottagaren står på alla fyra med bålen horisontellt. Givaren tränger in bakifrån. Detta kallas för hundställningen eller med ett inlånat engelskt uttryck, doggy style.[3] Den som ger kan även ta tag i mottagarens hår för kraftigare inträngning och för uttryck av dominans.
- I en variant till hundställningen kan mottagarens bål vara vinklad nedåt (svankad). Givaren kan då sitta på knäna och tränga in.
- I ytterligare en variant till hundställningen kan givaren placera sina ben på var sin sida av mottagarens ben samtidigt som denne (givaren) har sina knän böjda och effektivt reser upp dem så högt som det bara går (sittande som en sumobrottare), samtidigt som man tränger in. Givarens händer måste dock vara placerade på mottagarens rygg eller stjärt för att inte givaren ska ramla framåt.
- Variant till hundställningen, är mottagarens knän vinklade uppåt. Givaren kan med en mjuk rörelse hålla i mottagarens armar bakom dennes höfter för att denne inte ska ramla framåt.
- En annan variant av hundställningen innebär att mottagaren ligger på mage på till exempel ett bord och givaren står bakom, mellan mottagarens särande ben. Ställningen kallas, åtminstone när mottagaren är kvinna och det rör sig om vaginalsex, för skottkärran.
- I skedställningen ligger båda parter på (samma) sida med ansiktena vända åt samma håll.[4]
- Mottagaren ligger på sidan. Givaren knäböjer och tränger in bakifrån. Alternativt kan givaren stå upp, om mottagaren ligger på en hög plattform.
- Mottagaren ligger med ansiktet nedåt, med benen särade. Givaren ligger därefter över denne. Att placera en kudde under mottagarens bäcken underlättar för givaren att komma åt.
- Mottagaren ligger med ansiktet nedåt och knäna tätt ihop. Givaren ligger över med sina ben eller knän på var sin sida om mottagarens höfter. Detta brukar även i folkmun kallas för den Flygande Holländaren.

### Mottagaren ligger överst
I denna typ av ställning blir mottagaren/kvinnan mer aktiv och kan lättare kontrollera djup och takt.
- Ridställningen där givaren ligger på rygg och mottagaren står på knäna med ansiktet vänt mot givarens ansikte, och kan på så vis "rida" sin partner. Dessa kallas ibland för cowboy- respektive cowgirl-ställningar; vid den senare varianten trycker kvinnan mot mannens bröst och glider längs med låren.[1]
- Likt föregående, fast mottagaren böjer kroppen bakåt och har stöd av sina händer.
- Likt föregående, fast mottagaren har sina händer på givarens bröstkorg. Alternativt kan vara att även kroppen böjs framåt. Likaså kan mottagaren böja sig så ansiktena möts.
- Likt föregående, fast givaren halvsitter med stöd av händerna och mottagaren gungar fram och tillbaka. Det sistnämnda har gett ställningen namnet  gungstolen.
- Som Ridställningen, fast mottagaren sitter med ansiktet vänt från givarens ansikte. Detta kallas för omvänd cowboy eller omvänd cowgirl.[1]
- Givaren ligger på rygg med mottagaren sittande långt ned, så att endast ollonet tränger igenom.
- Givaren sitter ned i en soffa, en stol eller liknande, med båda fötterna i marken. Mottagaren sitter i givarens knä, med båda fötterna i marken. Mottagaren kan inta olika ställningar.

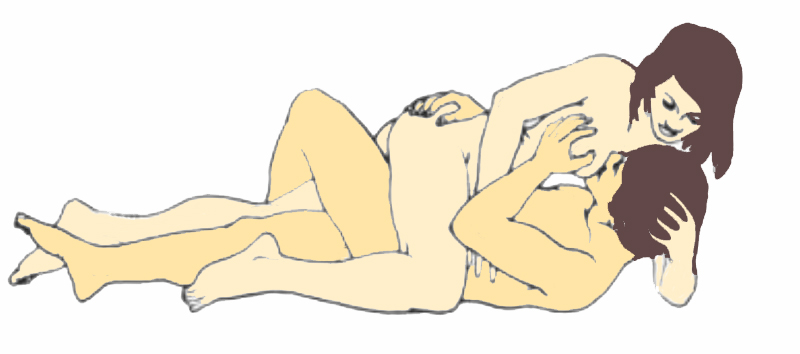
Lateral coital-positionen

- Lateral coital-positionen rekommenderades av Master and Johnson och föredrogs av 75 procent av alla heterosexuella efter att ha prövat ställningen. Ställningen innebär att mannen ligger på rygg med benen särade och kvinnan rullar mjukt och lätt till en sida så hennes bäcken är över hans, fast hennes tyngd är vid sidan av.

### Sittande och knästående
- Givaren sitter på knä, med benen utsträckta. Mottagaren sitter ovanpå och kramar om givaren med sina ben. Detta kallas för pounding on the spot (uppställningsplats) i Burtons översättning av The Perfumed Garden. Om givaren korsar sina ben istället, kallas det för lotusställningen.[5] Denna ställning kan kombineras med smekningar av bröst och området runt analen på mottagaren och runt analområdet på givaren. Detta kan öka chanserna för att båda ska få orgasm samtidigt.
- Givaren sitter i en stol. Mottagaren sätter sig gränsle över givaren, med ansiktet mot givaren och fötterna i golvet. Detta är även känt som lap dance (knädans). Andra mottagaren-på-top-varianter kan användas på liknande sätt.
- Givaren sitter i en soffa eller en stol med armstöd. Mottagaren sitter i givarens sköte, vinkelrätt mot givaren med hans eller hennes rygg mot armstödet.
- Givaren står på knä medan mottagaren ligger på rygg, med vristerna på var sin sida om givarens axlar.

### Stående ställningar
Stående ställningar används bland annat till "snabbisen", det vill säga ett kortvarigt samlag. Kvinnan/mottagaren bör vara stödd på ett fast under lag och ryggen mot en vägg, för att penetrationsstötarna ska kunna pareras. Den här typen av ställningen kan upplevas som lite av "förbjuden frukt".
I de grundläggande stående positionen har båda parter ansiktena vända mot varandra. Följande ställningar är möjliga:
- I den grundläggande stående positionen har båda parter ansiktena vända mot varandra och har vaginalt sex. Om det är längdskillnader på parterna kan den kortare personen, för enkelhetens skull, stå på ett trappsteg eller på sina tår. Det kan bli lättare om man även låter kvinnan ha ryggen intill en vägg. Referenser till Kama Sutra, kallas denna position för suspended congress (hängande kongressen).[6] Denna ställning är mest använd i upprättstående syften, som till exempel en vägg i sovrummet eller vägg i duschen. När man är i duschen kan vattnet ge en mer ökad njutningsfull effekt.
  - Alternativt kan mottagaren vända ansiktet från givaren, vilket fungerar både vid vaginalt och analt sex. Denna position varierar beroende på mottagarens längd. Annars kan mottagaren luta sig framåt och stödja sig med hjälp av armbågarna eller händerna mot ett bord. Eller så kan mottagaren placera båda händerna och en fot på golvet och låta givaren hålla upp den återstående foten.
- I denna position står givaren upp. Mottagaren har sina armar om givarens nacke och sina ben om midjan. Denna ställning är lättare gjord med hjälp av ett fast föremål bakom mottagaren. Användning av ett fast föremål kan även bidra till att hålla upp mottagaren. Tack vare detta, kallas även denna position för hängande kongressen i Kama Sutra.[6]

### Anal-specificerade positioner
De flesta penetreringspositioner (se ovan) kan även användas vid analsex, särskilt de som innebär att man tränger in bakifrån. Andra sexuella övningar/ställningar som involverar även vaginan, såsom fingerpullning, kan även de göras analt. Hur som helst, några ställningar är inte direkt anpassade eftersom det är skillnad i njutning. Här är en lista som fungerar bra för analsex. Observera att analsex kan utföras av en man eller av en kvinna utrustad med en dildo eller strap-on.
- Doggy style – se ovan. Denna ställning maximerar inträngandet för givaren, som själv kan bestämma hur djupt denne vill gå. Om mottagaren är en man, innebär detta en stimulering av prostatan. Denna ställning tillåter kraftiga stötar. En variant är leapfrogställningen ("hoppa-bockställningen"), där mottagaren står på knä och vinklar överkroppen ned. Mottagaren kan även ligga raklång på mage och givaren ligger ovanpå.
- Missionären – se ovan. I likhet med den optimala positionen, ska mottagarens ben vara lite högre upp eller "sväva" i luften med knäna helst uppe vid bröstkorgen. Hjälpmedel som kudde under stjärten underlättar. Givaren placerar sig själv mellan mottagarens ben.
- Sked – se ovan. Detta tillåter mottagaren att ha full kontroll över hur djupt givaren får tränga in, samt tempo och hur kraftigt.
- Pegging är termen för när en kvinnlig partner penetrerar en manlig partner analt, med hjälp av en strap-on-dildo.
- Motsatt parter överst – se ovanstående rubrik. Dessa är oftast bra som nybörjarpositioner, eftersom mottagaren själv bestämmer tempo och hur djupt man får gå. Mer specifikt, mottagaren kan långsamt sjunka ner med sitt anus mot givaren, samtidigt som mottagaren slappnar av.

### Mindre allmänna positioner
Dessa ställningar är mer innovativa och kanske inte så välkända eller uppskattade som någon tidigare nämnd ställning.
- Mottagaren sitter ned. Givaren ligger lodrätt över mottagaren.[förtydliga]
- Givaren ligger på rygg med benen särade. Mottagaren lägger sig på rygg över givaren med benen särade och med ansiktet mot givaren.[förtydliga]
- Givaren och mottagaren ligger båda på rygg, huvudena från varandra. Varje part placerar ett ben över den andres axel (som ett spänne) och det andra benet någonstans bredvid den andra parten.
- Mottagaren ligger på rygg med knäna och benen särade. Givaren ligger lodrätt på mottagaren, med givarens höfter i en bågad (svankad) ställning under mottagarens ben. Denna ställning kallas ibland för T-square (T-ställning).
- Mottagarens ben är ihop om en sida om givaren, som i sin tur har särade ben och står på knä bakom mottagarens höfter. Givarens händer är på mottagarens höfter. Ställningen kallas för Modified T-square (Modifierad T-ställning).[7]
- Mottagaren ligger på rygg med givaren liggande lodrätt[förtydliga] över sig. Mottagaren håller knäna nära givarens huvud tillräckligt mycket så denne får plats emellan där. Såhär kan man röra sig upp-och-ner och denna position gör det även möjligt att smeka brösten samtidigt som man har ögonkontakt under samlag.
- Givaren sitter på kanten av en säng eller stol med fötterna på golvet. Mottagaren lägger sig på rygg på golvet och klamrar fast sina ben och höfter om givaren. Givaren håller mottagarens knän och bestämmer tempot.
- Sjunde ställningen i Burtons översättning av The Perfumed Garden är en ovanlig ställning som inte beskrivs som någon klassisk samlagsställning. Mottagaren ligger på sidan. Givaren har ansiktet vänt mot mottagaren, sitter gränsle över mottagarens smalben, och lyfter mottagarens lår på var sin sida av sin egen kropp så mottagarens kropp böjs och mottagaren håller sedan händer runt givarens hals. Denna ställning har blivit refererad till att "den är gjord för akrobater och ska inte göras på största allvar".[8] Andra tycker den är väldigt bekväm, särskilt under graviditet.
- Givaren gränslar med ett ben över mottagaren, som också ligger så.
- Piledriver är en ställning som ibland kan ses i porrfilmer. I ett heterosexuellt förhållande ligger kvinnan på rygg, lyfter sedan höften högt upp så att hennes partner, som står upp, kan tränga in i henne vaginalt eller analt.
- En annan ställning är att mannen ligger på rygg och kvinnan ligger över honom på rygg.
- En annan ställning är att både mannen och kvinnan ligger på rygg från varandra men ändå har tillträde till varandra.[förtydliga]

### Användning av möbler eller speciella apparater
Många sexställningar är typiska att anpassas för sängen eller annan enkel plattform. Vardagliga möbler kan vara till användning för sådana här ändamål. Även anpassade erotiska möbler och andra apparater, såsom fisting sling och trapeze har använts för tillfredsställelse i mer erotiska positioner. Oftast är dessa anläggningar och möbler förknippade med att en person binder fast den andra.

### Positioner som främjar eller förhindrar befruktning
Graviditet är ett potentiellt resultat i alla former av sex där sperma kommer i kontakt med vaginan (främst genom vaginalt sex), men det kan även förekomma vid analsex (då sperma rinner från analen ner till vaginan) eller om man har sperma på fingret och pullar kvinnan. Graviditet kan även ske om en kvinna/man har sperma i munnen och utför oralsex på en annan kvinna. Oralsex kan i sig inte leda till graviditet.

### Sexställningar under graviditet
Målet är att förhindra överdriven stress på buken och att begränsa penetreringsbegäret hos den ena parten. Några av ställningarna nedan är populära ställningar under graviditeten.
- Missionären med försiktighet
- Sked
- Leapfrog
- Kvinnan ligger överst

## Icke penetrerande ställningar
Icke penetrerande ställningar eller frottage - en generell term att bli upphetsad av att gnida sitt kön mot någon annan eller mot något.
Andra former av frottage – Som en del i förspelet eller att undvika penetreringssex, engagerar sig folk i olika icke-penetreringsmetoder, vilket kan leda till orgasm.
- Dry humping – Gnida mot varandra påklädda. Detta beteende är allmänt känt, fastän det inte är nödvändigt då man träffas, till exempel under dans. I dans är det känt som gnidning när två personer gnider sina genitalier mot varandra.
- Handarbete – Man stimulerar själv sin partners penis eller vagina med handen genom att dra handen upp och ned (se manlig onani respektive kvinnlig onani).
- Fotarbete – Användning av foten för att stimulera en penis eller vagina.
- Coitus a mamilla – Man trycker ihop kvinnans bröst samtidigt som mannen har sin penis mellan brösten. Kallas även för "bröstknull", "tuttknull", "bröstrunk" eller "muskelknull". Även andra slanguttryck förekommer.
- Intercrural intercourse eller interfemoral sex, även kallad irrumatio – där penisen ligger mellan partnerns lår, kanske för att nudda sin partners vulva, pung eller mellangård.
- Axillary intercourse – Penisen är i partnens armhåla.

Humping kan referera till onani – sticka någons genitalier mot något osexigt objekt, påklätt eller ej, men detta ord används även i Storbritannien och Kanada och är ett slanguttryck för penetreringssex.

### Genital-genitalt sex
Genital-genital sex, ibland hänvisad till GG rubbing, vilket generellt innebär en sexuell handling i ett trångt utrymme, och vanligtvis med en person av samma kön. Sex med en ömsesidig genitalgnidning klassas ibland som "frottage".
- Frot eller frottage – Två män gnider varandras kön ömsesidigt mot varandra.
- Tribadism eller tribbing – Två kvinnor gnider varandras kön ömsesidigt mot varandra.
- Docking - Ömsesidig onani genom att tränga in med ollonet hos en omskuren till en man med förhud.[10] Omskurna män kan också använda sexleksaker som "Docking sleeve," en tubformad anordning av silikon, gummi eller Cyberskin som de för in ollonen i.
- Sumata

## Oralsexställningar
Oralsex är ett uttryck som ges när genitalierna blir stimulerade med hjälp av munnen.

### Fellatio
Fellatio är oralsex som involverar en mans genitalier. Möjliga ställningar är:
- Mannen ligger på rygg medan hans partner sitter på knä mellan hans ben.
- Mannen ligger på rygg medan hans partner ligger på sidan om hans ben.
- Mannen sitter på en stol och partnern står på knä framför honom mellan hans ben.
- Mannen står upp medan hans partner står på knä framför honom eller sitter (i en stol eller sängkanten eller liknande) och lutar sig framåt.
- Medan den aktiva partnern ligger på rygg, intar mannen missionärsställningen men justerar sin position lite så hans penis åker in i munnen på partnern.
- Mannen står eller ligger ihopkrupen på sängkanten, ansiktet mot sängen. Den aktiva partnern ligger på sängen med sitt huvud hängande utanför kanten. Mannen för in sin penis i partnerns mun, vanligen utförande en deep throat, där penisen penetrerar den öppna munnen.
- Mannen utför en fellatio själv (suger av sig själv); se autofellatio
- Den aktiva partnern ligger på rygg med mannens penis mellan sina bröst och suger mannens penis.

### Cunnilingus
Cunnilingus är oralsex som involverar en kvinnas genitalier. Möjliga ställningar är:
- Kvinnan ligger på rygg i missionärsställningen. Den aktive partnern ligger framför henne med huvudet begravt mellan hennes lår.
- Den aktiva partnern sitter. Kvinnan står upp vänd från denne och lutar sig framåt med höfterna.
- Den aktiva partnern sitter. Kvinnan står eller sitter på huk mot partnern och böjer sin rygg bakåt, för att skapa en längre stimulans.
- Den aktive partnern ligger på rygg medan kvinnan sitter gränsle över dennes mun. Kallas ibland ansiktsridning. Monty Python parodierar denna ställning i sin sång "Sit On My Face" (1980).
- Kvinnan serverar sig själv, samma kvinna utför cunnilingus; se autofellatio
- Kvinnan står, möjligen mot en vägg. Den aktiva partnern sitter på knä framför henne.
- Kvinnan sitter på sängen med benen särade, den aktive partnern sitter knästående framför.
- Kvinnan är upp-och-ned (står på händer, med hjälp av partnern eller en möbel etc.), med den aktive partnern stående eller knästående framför eller bakom. Det strömmar in en del blod till hjärnan.
- Kvinnan står på händer, med benen på var sin sida om partnerns hals.
- Kvinnan ligger på mage och svankar, varav partnern slickar henne bakifrån. Detta är samma ställning som man vanligtvis utför anilingus ifrån, och kan varva dessa båda.

### 69
Stimulerande oralsex mellan två människor kallas för 69. Ställningen kallas för "stoltserande kongressen" i Kama Sutra. Varje partner kan vara både man eller kvinna, de kan ligga på sidan eller en som ligger överst och den andre underst.

### Anilingus
Anilinguspositioner, även kända som "anal rensning", "rimming", "anal-oral sex", "rimjob" eller "tossing the salad" är ofta olika varianter på genital-oralt sex. Ställningar är:
- Den passive parten står på alla fyra. Den aktive parten är bakom.
- Den passive parten ligger på rygg med benen upp.
- Rusty trombone, menas med att mannen står medan den aktive parten slickar honom bakifrån (i analen), vanligtvis knästående, men kan även onanera honom samtidigt. Detta påminner om någon som spelar trombon

## Andra positioner
- Fingerpulla vagina eller anus.
- Shocker – Stimulering med fingrarna i vagina eller anus med en hand. Långfingret stimulerar vaginan och lillfingret stimulerar anus. En rad variationer förekommer genom att använda olika kombinationer med fingrarna. Ibland refererad till det engelska uttrycket "Two in the pink, one in the stink."
- Female shocker – Stimulering med hjälp av fingrar i en mans anus med en tumme samtidigt som man stimulerar hans pung med övriga fingrar. Detta görs med en rörelse som liknas vid att hålla ett vinglas.
- Fisting – Föra in en hel hand i vaginan eller anus. Detta kräver stor avslappning och innebär stor risk för skador, till exempel i form av anal inkontinens.

## Gruppsex

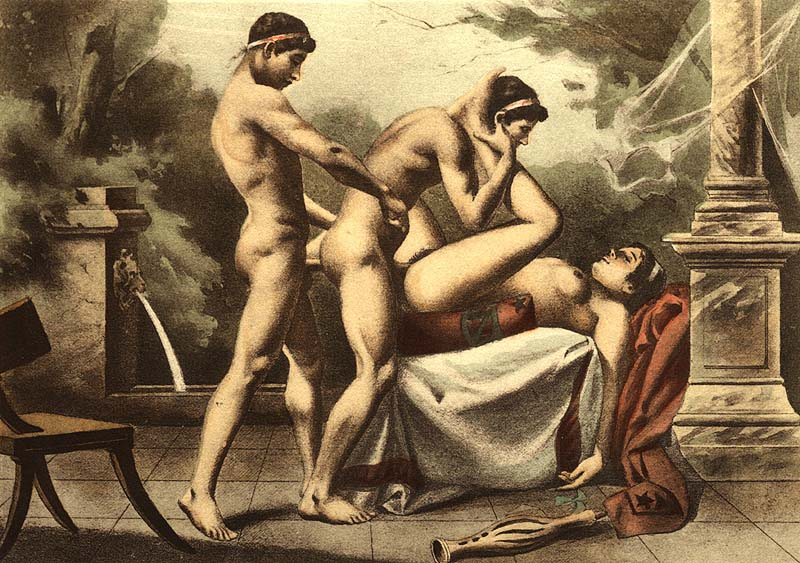
Édouard-Henri Avrils tolkning av en dubbelmacka

Dubbelmacka

Gruppsex är olika kombinationer av mer än två personer. Det behöver dock inte betyda att alla inblandade måste ha sex med varandra samtidigt. Vissa positioner är endast möjliga med tre eller fler personer. 
Som ställningarna är listade ovan, förekommer gruppsex mer som en "erotisk möbel".

### Med tre inblandade
När tre personer har sex med varandra, kallas det för en trekant. Möjliga ställningar där alla har sexuell kontakt med varandra samtidigt är:
- En person utför oralsex på någon av de andra två medan den tredje stimulerar antingen vaginan eller anus.
- En man har vaginalt eller analt sex med en partner, samtidigt som han själv blir stimulerad analt (till exempel med en dildo eller en penis).
- Två parter ligger eller står parallellt mot varandra, med en ytterligare emellan. Ibland kallas detta för dubbelmacka (sandwich). Denna ställning kallas också dubbelpenetrering för en kvinna, i sådana fall där hon har med en penis i anus och en penis i vaginan.[11]
- En av deltagarna har vaginalt eller analt sex med den ene parten, och båda ger den tredje oralsex.
- Tre personer föredrar oralsex i en triangelformad gestalt, på engelska kallad "daisy chain".

#### Mångdubblad penetrering
Mångdubblad penetrering innebär att en person har sexuell penetrering åtskilliga gånger. Det kan vara mellan tre och fem inblandade personer. Penetreringen kan röra sig om fingerpullning, tår, sexleksaker eller penisar. Dessa ställningar är vanliga inom pornografin.
Om en person blir penetrerad av två objekt, kallas det generellt för double penetration (ibland förkortat dp). Vid stimulering av vagina, anus och mun, är dessa ställningar gällande:
- Stimulering av anus där två penisar, eller två andra objekt, är i anus kallas för double anal eller double stuffing.
- Stimulering av vagina där två penisar, eller två andra objekt, är i vagina kallas för double vaginal eller double stuffing.
- Stimulering av vagina och anus. Om detta utförs med hjälp av penisar och/eller dildon, kallas detta ibland för dubbelmacka eller BigMac.

- Stimulering av munnen och även vagina eller anus. Om penisar förekommer, kallas detta på engelska för spit roast (spettad stek). Rollfiguren Alyssa Jones i Chasing Amy tog smeknamnet "finger cuffs" efter att ha utfört denna handling.

Om en person blir penetrerad av tre objekt, kallas det på engelska för triple penetration. Möjliga ställningar:
- Två penisar penetrerar vaginan eller anus eller vice cersa.
- En penis i anus, en i vaginan och en i munnen.

Denna variant av mångdubblad penetrering är mest känd i porrfilmer som riktar sig till heterosexuella män. Vissa av dessa ställningar gör att två mäns penisar vidrör varandra antingen direkt eller indirekt.
Penetreringar av flera objekt samtidigt har inget känt namn, förutom två undantag, vilka är relativt svåra att göra:
- Double vaginal, double anal penetration (DVDA): Stimulering av vaginan och anus på en kvinna med två penisar var. Uttrycket blev populärt efter dess förekomst i filmen Orgazmo av South Park skapare Trey Parker, och är även namnet på Parkers och Matt Stones band.
- Triple-Double: Mångdubblad penetrering av en kvinna som har sex penisar i sig. Två penisar i munnen, två penisar i vaginan och två penisar i anus, samtidigt.

## Bilder
Nedan visas ytterligare bilder på olika samlagsställningar.

### Missionärsställning
| Bild | Kommentar                   |
| ---- | --------------------------- |
|      | Utförande av the stopperage |

### Ridställning
| Bild | Kommentar                                                                      |
| ---- | ------------------------------------------------------------------------------ |
|      | En bild från en väggmålning i Pompeji föreställande en kvinna som rider en man |

### Hundställning
| Bild | Kommentar                        |
| ---- | -------------------------------- |
|      | Analsex utfört via hundställning |
|      |                                  |

### Oralsex
| Bild | Kommentar                                                                         |
| ---- | --------------------------------------------------------------------------------- |
|      | 69:an utförd av en man och en kvinna                                              |
|      | Oralsex där kvinnan sitter gränsle över mannens mun och onanerar honom samtidigt. |
|      | 69:an utfört av en man och en kvinna, med kvinnan överst.                         |

#### Fellatio
| Bild | Kommentar                        |
| ---- | -------------------------------- |
|      | En form av fellatio i Kama Sutra |

#### Cunnilingus
| Bild | Kommentar |
| ---- | --------- |
|      |           |

### Gruppsex
| Bild | Kommentar                                      |
| ---- | ---------------------------------------------- |
|      | En trekant bestående av två kvinnor och en man |
|      | Gruppsex bestående av tre kvinnor och en man   |

### Övrigt
| Bild | Kommentar                   |
| ---- | --------------------------- |
|      | Mammary intercourse         |
|      | Två kvinnor utför tribadism |